# Роккескилль
Роккескилль (нем. Rockeskyll) — община в Германии, в земле Рейнланд-Пфальц. 
Входит в состав района Вульканайфель. Подчиняется управлению Герольштайн.  Население составляет 262 человека (на 31 декабря 2010 года). Занимает площадь 5,88 км².